# Vizzavona (Schiff)
Die Vizzavona ist ein RoPax-Schiff der französischen Reederei Corsica Linea.

## Geschichte
Die Fähre wurde für Stena Line gebaut. Während des Baus vereinbarten Stena Line und Finnlines, dass das Schiff nach seiner Fertigstellung sofort in die Flotte von Finnlines aufgenommen wird. Am 1. November 1999 nahm das RoPax-Schiff mit dem Namen Finneagle seinen Betrieb zwischen Kapellskär und Naantali auf.
Zwischen dem 18. Juli 2005 und dem 25. Juli 2006 wurden in Kapellskär bestimmte Maschinenteile ausgetauscht.
Am 12. Juni 2014 lief das Schiff vor Kapellskär auf Grund. Das Schiff konnte aber nach einer Weile weiterfahren.
Die Fähre wurde zwischen dem 8. November 2015 und dem 5. Januar 2016 von Grimaldi Lines gechartert.
Am 4. Oktober 2017 kaufte Grimaldi Lines die Fähre und benannte sie in Euroferry Corfu um. Unter Grimaldi Lines befuhr sie die Route zwischen Savona, Barcelona und Tanger und die Route zwischen Brindisi, Igoumenitsa und Patras. Im Mai 2018 kaufte Corsica Linea das RoPax-Schiff und benannte es in seinen heutigen Namen Vizzavona um. Die Reederei setzt die Fähre zwischen Marseille – Ajaccio sowie Marseille – Bastia und zurück ein.

## Ausstattung
Die Vizzavona hat 191 Kabinen, die alle mit einem Fernseher ausgestattet sind. Die Mittelmeerfähre hat unter anderem auch ein Restaurant und eine Snackbar sowie einen Entspannungsbereich.

## Name
Das Schiff ist nach einem Dorf, das an dem Treffpunkt der beiden Départements auf Korsika liegt, benannt.

## Schwesterschiffe
Die Vizzavona hat drei Schwesterschiffe, die Ciudad de Sóller, die Finnfellow und die Stena Germanica.